# گلن کمبل
گلن کمبل (انگلیسی: Glen Campbell؛ ‏ تلفظ: ‎/ˈkæmbəl/‎؛ ‏ زاده ۲۲ آوریل ۱۹۳۶- مرگ ۸ اوت ۲۰۱۷) خواننده اهل ایالات متحده آمریکا بود. وی بین سال‌های ۱۹۵۸ تا ۲۰۱۲ میلادی فعالیت می‌کرد.
از فعالیت‌های او می‌توان به گویندگی در راک-ای-دودل و بازی در شجاعت واقعی اشاره کرد.